# Bruno Letort
Bruno Letort (Vichy, 10 maart 1963) is een Frans componist.

## Biografie
Als gitarist en componist publiceerde hij in het begin van de jaren ‘80 een albumreeks op de grens van jazz en rock.
Hij werkt samen met verschillende musici uit het jazz- en improvisatiemilieu, zoals Manu Katché, Noël Akchoté, Richard Galliano, Claude Barthélemy, André Ceccarelli, Jean-Paul Céléa, Didier Malherbe, Wally Badarou en Jean-Claude Petit.

## Werken
Zijn catalogus bevat meerdere composities op geschreven teksten:

### Voor orkest
- 1992: Pièces pour les pays baltes (1992), een hommage aan Cycle des cités obscures (stripreeks van Schuiten & Peeters)
- 1998 – 99: Le Continent obscur, in opdracht van l’Orchestre Philharmonique van Radio France

### Voor strijkkwartet
- 1992: Escales
- 2001: L’Affaire Desombres

### Opera
- 1994: François Villon l’opéra

Hij haalt zijn inspiratie van overal, wat blijkt uit Fables électroniques (2001), dat elektronische of concrete geluiden vermengt met die van een symfonisch concert. In 2004 neemt hij een nieuw werk op, E(a)st, geïnspireerd op zijn talrijke reizen naar Oost-Europa. In datzelfde jaar wordt hij componist in residentie van het nationaal orkest van Wit-Rusland.
Bruno Letort heeft zich altijd interdisciplinair opgesteld. Hiervan getuigen de talrijke werken, die hij componeerde voor theater, cinema, dans (met de choreografen Marie-Jo Fagianelli in 1997 en Juliette Vitte in 2004-2006 voor La Femme penchée, Le Passeur en Portraits), video en scenografie. Sterk verbonden met het duo uit de stripwereld, Benoît Peeters en François Schuiten, realiseert hij in 1999 het multimediaspektakel L’Affaire Désombres, creatie in het kader van het 38e Festival Rugissants te Grenoble.
In 2000 stichtte hij voor Radio France het label Signature, waarbij zeer diverse artiesten als Pierre Henry, Lee Ranaldo, Fred Frith, Bumcello, Hector Zazou, Elliott Sharp, Franck Vigroux, Noël Akchoté, Jean-Luc Godard, Luc Ferrari, Christian Fennesz, Mika Vainio, Christian Zanési, Dominique Grimaldi, Renaud Pion, Henry Fourès, Beñat Achiary, … hun muziek opnemen.
In 2005 schrijft hij voor de opera van Minsk een compositie voor symfonisch en elektronisch orkest (met Jean-Michel Hervé en Röm) voor de stomme film uit 1912, 20000 Leagues Under the Sea, van Stuart Patton. Zijn samenwerking met François Schuiten brengt hem in 2005 in Japan, waar hij de muziek schrijft voor het Belgisch paviljoen tijdens de wereldtentoonstelling van Aïchi. In Brussel schrijft hij muziek voor de expositie gewijd aan de Trans-Siberische spoorlijn tijdens het festival Europalia van 2006. Datzelfde jaar componeert hij zowel Poussière de voyages voor het duo Arnaud Thorette - Johan Farjot, verschenen bij Accord-Universal, als het Requiem pour Tchernobyl, in opdracht van de Franse minister van Buitenlandse Zaken om de twintigste verjaardag van de catastrofe in Tchernobyl te herdenken. Dit werk werd uitgevoerd door het koor en het nationaal orkest van Wit-Rusland in juni 2006 te Minsk onder leiding van Andrei Galanov.
Het daarop volgend jaar creëert Letort Lignes samen met het ensemble Musiques Nouvelles onder leiding van Jean-Paul Dessy (naar een eponymische roman van Ryû Murakami). Het werk wordt gecreëerd voor Les Nuits Botanique in Brussel in samenwerking met Denis Deprez (tekeningen) en Yuki Kawamura (video). In 2008 componeert hij de muziek voor de film van Benoît Peeters, ter ere van het 35-jarig bestaan van het Internationaal Stripfestival van Angoulême.
In 2008 is hij verantwoordelijk voor de artistieke directie van de muziek van Coraline, een tekenfilm van Henry Selick, opgenomen in Boedapest en Parijs. In 2009 schrijft hij de muziek voor de film Au fond des bois van Benoît Jacquot. In de herfst van 2008 begint hij te schrijven aan een muzikale komedie Sakurajima, le cabaret du bout du monde op het livret van Boris Bergman.
In mei 2009 werkt hij samen met Schuiten & Peeters aan een scenische versie van Souvenirs de l'éternel présent. Vervolgens componeert hij een ‘six mains’ suite (met Dominique Grimaldi en Frédéric Sicart) voor buzzer, bas, drum, elektronica en orkest als hommage voor de film Buffet froid van Bertrand Blier.
Parallel met zijn activiteiten als componist, is hij producer op France Musique, radiozender waar hij sinds 1995 de uitzending Tapage nocturne heeft, gewijd aan inventieve muziek (elektroakoestiek, ars-acustica, minimalistische muziek, experimentele rock, etc.). In augustus 2009 schrijft hij het radiodrama La presque véritable épopée de l'étherophone, wat het romantisch verhaal vertelt van Leon Theremin, voorvader van de geluidssynthese. Vervolgens schrijft hij in 2010 La Ville murée, radiosciencefiction met Jacques Roehrich en Johan Farjot op piano.
In 2011 buigt Bruno Letort zich over de correspondentie van de reis van Arthur Rimbaud en creëert voor de gelegenheid een “hörspiel”, Semelles de vent gedoopt, voor de Deutschlandradio Kultur Berlin en voor Les Passagers de la nuit, uitzending van France Culture.
In 2013 wordt hij artistiek directeur van het hedendaags muziekfestival Ars Musica te Brussel en componeert hij muziek voor Trainworld (treinmuseum in Brussel) op een scenografie van François schuiten. Het is met deze laatste en met Benoît Peeters dat hij momenteel La Frontière invisible voorbereidt voor les Bouffes du Nord in 2014. In december 2013 ontvangt hij de prijs voor beste filmmuziek op het Internationaal Animatie Filmfestival van Moskou (FAAF).

## Discografie
1988
- "Asia" (stukken voor jazzensemble), compositie et orkestleiding. Adda 581 102

1990
- "MusicWorks", gitaar en orkestleiding. Bird / Just'in 760 205

1992
- "Escales" (stukken voor strijkkwartet), gitaar en orkestleiding. Adda 590 080
- "Pièces pour les pays baltes" voor symfonisch orkest. Ensemble Symphonique OrKestra, orkestleiding. Tangram / Wotre Musique, TC 1001

1993
- "Signes cabalistiques" (stukken voor wereldinstrumenten), compositie et directie. Tangram / Wotre Musique 842 987
- "Galerie" (stukken voor strijkkwartet) orkestleiding. Cézame-Argile
- "La Terre des quatre coins", orkestleiding, composities van Martin Saint-Pierre. Tangram / Wotre Musique

1994
- "François Villon", l'opéra, orkestleiding. Tangram/Wotre Musique 852 493

1995
- "Génériques potentiels", orkestleiding. Cézame-Argile
- "Volume premier", procédé Rodesco-Letort (stukken voor strijkkwartet en diverse machines) piano en orkestleiding. Tangram TC 3026

1996
- "Suite pour les inventeurs" (stukken voor strijkkwartet) piano en orkestleiding. Cézame-Argile CD KOK 2019

1997
- "Shorts", piano en orkestleiding. Cézame Argile CEZ 4014
- "Century XXI -France-", compilatie van Franse componisten. New Tone - Robi Droli, FY 7011

1999
- "Mégapoles", klavieren en orkestleiding. CMG - Cube - NAIVE

2002
- "Fables électroniques", piano en orkestleiding. Cube / Nocturne.
- "Matin brun", piano en orkestleiding. Radio France / Nocturne

2003
- "E[A]ST", piano en orkestleiding. Cube / Nocturne

2005
- "Un opéra pictural", piano en orkestleiding. ¡ Éditions! / Harmonia Mundi

2006
- "Le Dossier secret", piano en orkestleiding. ¡ Éditions! / Harmonia Mundi

2007
- "Mégapoles", piano en orkestleiding ¡ Éditions ! / Harmonia Mundi

2008
- "Requiem pour Tchernobyl", orkest en koor van Minsk onder de directie van Andrei Galanov. ¡ Éditions ! / Harmonia Mundi

Lignes, ¡Éditions! / Harmonia Mundi (DVD)
2009
- "Moby Dick", ¡Éditions! / Harmonia Mundi (BD-CD)

2010
- "Lignes", Sub Rosa / SR 295 (CD)

2011
- "Semelles de vent", Deutschland Kultur Radio de Berlin (verschenen in 2012)

2012
- "Fables électriques", Cube Project / Opdracht van GRM voor het festival Présences électroniques. Label Urbicande
- "Portraits sonores - Les 40 ans du festival d'Angoulême, muziek gecomponeerd voor de film van Benoît Peteers. Label Urbicande

## Muziek voor beeld en scène
- Muziek voor de stomme film "Dans les mansardes de Paris de Mario Hosonia" (1995) / Lobster Films
- Muziek voor het stuk "Angelo, tyran de Padoue" van Victor Hugo, Regie van Francis Sourbié (1996)
- "Le Corps sonore", artistieke leiding van de opname. Composities van Martin Saint-Pierre (1996) / Tangram
- Muziek voor het stuk "Mademoiselle Julie" van August Strindberg. Regie van Francis Sourbié (1998)
- "Début", muziek voor de choreografie van Marie-Jo Fagianelli / Etoile du Nord
- "La Tour", tentoonstelling van François Schuiten en Benoît Peeters / Musée de Gajac / Villeneuve sur Lot (1999)
- Muziek voor de herdenking van 10 jaar Tien Anmen, place du Trocadéro (1999)
- Muziek voor "les Entretiens avec Alain Robbe-Grillet" van Benoît Peeters DVD (2001)
- Verwezenlijking van "That's Summer" van David Sanson (Cube 2002)
- Verwezenlijking van "Matin brun" met Jacques Bonnafé, Denys Podalydès. Tekst van Frank Pavlov (France Inter / Nocturne 2002)
- Muziek voor de wereldtentoonstelling van Aichi (Japon), scenografie van François Schuiten (2005)
- Muziek voor de tentoonstelling "Le Transsibérien", scenografie van François Schuiten (2005)
- "Comix", gerealiseerd door Benoît Peeters (2005) / ARTE
- Muziek voor de choreografe Juliette Vitte, "Portraits" (2005)
- Muziek voor de stomme film van Stuart Patton "20000 Leagues Under the Sea" (2006)
- Muziek voor de expositie "Quai des orfèvres", Château de Seneffe, scenografie van François Schuiten (2007)
- Muziek voor "Leonarda", film van Guillaume Kozakiewiez (2007)
- Muziek voor de film van Benoît Peeters "35 ans de grands prix" ter gelegenheid van het 35-jarig bestaan van het festival van Angoulême (2008)
- Muziek voor de expositie "La Théorie du grain de sable" van François Schuiten en Benoît Peeters, Centre de Wallonie-Bruxelles, Paris (2008)
- Muziek voor "Souvenirs de l'éternel présent" van François Schuiten en Benoît Peeters (2009)
- Muziek voor "Lollipop", animatiefilm van Genadzi Buto (2010)
- Muziek voor "Lumières alexandrines", animatiefilm van Paul Bourgois naar illustraties van François Schuiten(2012)
- Muziek voor de film van Benoît Peeters "40 ans de grands prix" ter gelegenheid van het 40-jarig bestaan van het festival van Angoulême (2013)
- Muziek voor de wereldsteden "Les Cités obscures", France Culture, van Laurent Védrine(2013)

## Filmografie
- "François Villon", l'opéra (1994), gerealiseerd met Bruno Riou-Maillard
- "Musiques interactives" (1998), gerealiseerd met Bruno Riou-Maillard
- "Entre les lignes" (2009), verwezenlijkt door Jean-Philippe Raymond (Hibou Production)

## Radiodrama’s
- "La (presque) véritable épopée de l'étherophone" met Armande Altaï, Boris Bergman en Jean-Marie Fonbonne (France Musique - 2009)
- "La Ville murée (ou la presque véritable épopée de Pianoman)" met Jacques Roehrich en Johan Farjot (France Musique - 2010)
- "Sur le traces du vent" met Guédalia Tazartès (France Musique - 2011)
- "L'Île à hélices" naar Jules Vernes, met Jacques Roehrich en het Cube Quartet (France Musique – 2013)